# Aker (bog)
Aker je bil staroegipčanski bog podzemlja in smrti.

## Upodabljanje
Aker se je sprva upodabljal kot torzo ležečega leva s široko odprtim gobcem. Kasneje so ga upodabljali kot združena torza dveh levov, ki gledata v nasprotni smeri.
Od Srednjega kraljestva dalje so ga  upodabljal kot par levov dvojčkov z imenoma Duaj - včeraj in Sefer – jutri. Boga so zato pogosto imenovali »On, ki gleda naprej in nazaj«.  Če so ga upodobili kot par sedečih levov, so mednju postavili hieroglifski znak za obzorje (dve združeni gori)  in sončni disk.
Kasneje so ga upodabljali tudi kot združena torza dveh sfing s človeškima glavama.

## Kult
Aker se je prvič pojavil v obdobju Prve dinastije med vladavino faraonov Hor Ahe in Djera. Na nedokončani okrasni paleti v Djerjevi grobnici v Abidosu je Aker upodobljen kot lev, ki požira tri srca. Njegovo glavno kultno središče ni znano. Njegova popolna mitološka vloga je prvič v celoti opisana v  piramidnih besedilih faraona Tetija.

## Mitologija
Aker je bil sprva opisan kot eden od bogov podzemlja, ki čuva »vrata tamkajšnjega mesta«. Pokojne  vladarje je varoval  pred tremi demonskimi kačami: Hemtet, Ikeru and Jagu. Pokojnika je obdal s samim seboj in ga s tem zaščitil pred strupeno sapo kačjih demonov.  Drug bog podzemlja, ki se je pridružil Akerju in mu pomagal, je bil Geb. Akeja so s tem povezovali z Gebom, v drugih čarobnih formulah in molitvah pa so ga povezovali s Setom in ga celo imeli za Setovo žival. Ta povezava je zelo zanimiva, ker je bil Set bog vetra in ne podzemlja.
V slavnih sarkofaških besedilih iz Srednjega kraljestva je Aker nadomestil boga Kertija in postal »Rajev brodnik na njegovi nočni barki«. Boga sonca je varoval na njegovem nočnem potovanju skozi podzemne votline. V Knjigi mrtvih je celo rodil boga Keprija – mlado vzhajajoče sonce v obliki skarabeja, potem ko je njegov sarkofag varno prenesel skozi podzemne votline.  Na drugih podzemnih prizorih Aker nosi Rajevo nočno barko. Na potovanju, na katerem so Akerja prosili, naj truplo mrtvega Ozirisa skrije v svoj trebuh, je Akerja varoval bog Geb.
Na več napisih, stenskih slikah in reliefih je Aker zvezan s severnim in zahodnim  obzorjem in s svojim telesom tvori mitološki most med obzorjema.  Nekatera sarkofaška besedila v grobnicah Ramzesa IV., Džedkonsuiusanka in Pediamenopeta opisujejo, da sončni bog Ra potuje skozi podzemlje »kot  je potoval Apep skozi  Akerjev trebuh, ko ga je razsekal Set«. V tem opisu zgleda Aker kot nakakšno poosebljenje samega podzemnega sveta.